# Barrenjoey

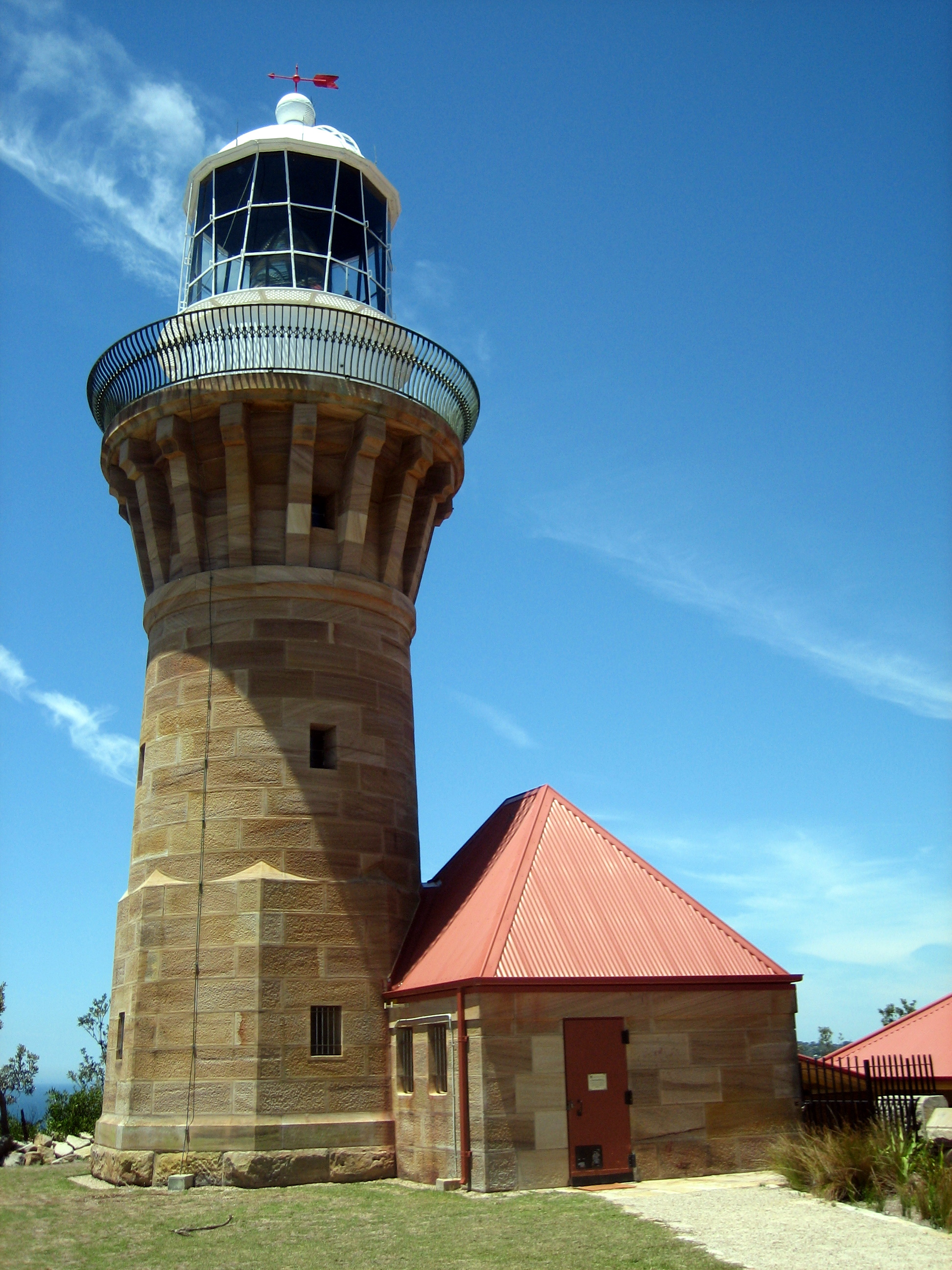
Le phare de Barrenjoey

Barrenjoey est un quartier de la périphérie de Palm Beach (en), à l'extrémité nord du comté de Pittwater (en), en Nouvelle-Galles du Sud en Australie.
Le nom lui fut donné par Arthur Phillip le 2 mars 1788 et signifie wallaby en langage aborigène.
Le phare actuel est le troisième à avoir été construit  sur le cap et fut achevé en 1881. Il fut conçu par James Barnet et situé à 113 mètres d'altitude, ses feux portent à 40 kilomètres.
Un poste de douane fut installé là en 1843 car l'endroit était considéré comme la porte d'entrée vers Broken Bay et Pittwater une voie détournée utilisée par les contrebandiers pour atteindre Sydney.
En 1855 fut construit le premier phare pour aider les marins pendant la mauvaise saison. Broken Bay et Pittwater étaient un abri sûr pendant les tempêtes pour les navires qui transportaient du charbon de Newcastle à Sydney. De même les péniches qui transportaient des denrées alimentaires pour Sydney en descendant la Hawkesbury River pouvaient attendre patiemment des conditions favorables de navigation avant de faire les derniers 14 kilomètres qui les séparaient de la capitale. 
En 1867 furent construits deux phares en bois appelés les Stewart Towers, un à chaque bout du cap. 
Mais très vite ces phares devinrent insuffisants et fut construit en grès naturel local le troisième phare du lieu. Le premier feu était une lampe rouge fixe -de 700 candelas- alimentée par quatre brûleurs à pétrole. En 1900, une explosion et un incendie détruisirent le toit de la réserve de pétrole mais le feu fut éteint avant qu'il n'atteigne la tour.
En 1932, l'installation fut automatisée avec une lampe à acétylène de Dalen de 6000 candelas.
En 1972, le feu fut automatisé avec une lampe électrique de 75 000 candelas.